# 泰克山麓魏尔海姆
泰克山麓魏尔海姆（德語：Weilheim an der Teck，發音：[ˈvaɪlhaɪm ʔan deːɐ̯ ˈtɛk]）是德国巴登-符腾堡州斯图加特行政区埃斯林根县的城市，面积26.51平方千米，2023年12月31日人口为10,397人。